# (129137) Hippoloque
(129137) Hippoloque, désignation internationale (129137) Hippolochos, est un astéroïde troyen jovien.

## Description
(129137) Hippoloque est un astéroïde troyen jovien, camp troyen, c'est-à-dire situé au point de Lagrange L5 du système Soleil-Jupiter. Il présente une orbite caractérisée par un demi-grand axe de 5,144 UA, une excentricité de 0,057 et une inclinaison de 12,5° par rapport à l'écliptique.
Il est nommé en référence au personnage de la mythologie grecque Hippoloque, acteur du conflit légendaire de la guerre de Troie.

## Compléments